# Savignano sul Rubicone
Savignano sul Rubicone är en ort och kommun i provinsen Forlì-Cesena i regionen Emilia-Romagna i Italien. Kommunen hade 17 842 invånare (2018).